# Paul Jabara
Paul Jabara (*Brooklyn, Nueva York, 31 de enero de 1948-Los Ángeles, California, 29 de septiembre de 1992) fue un actor, cantante y compositor estadounidense, ganador del Grammy. 
Jabara escribió grandes éxitos, entre ellos Last Dance, ganadora del Óscar (con la película Thank God It's Friday) y del Grammy; de The Main Event/Fight, nominada al Globo de Oro (con la película The Main Event); y del éxito de los 80, It's Raining Men de las Weather Girls, canción coescrita junto a Paul Shaffer.
Falleció en 1992, por complicaciones del SIDA.

## Premios y nominaciones

### Premios Óscar
| Año  | Categoría              | Canción      | Película              | Resultado |
| ---- | ---------------------- | ------------ | --------------------- | --------- |
| 1979 | Mejor canción original | "Last dance" | Por fin ya es viernes | Ganador   |